# Dominika Łakomska
Dominika Łakomska (ur. 7 września 1977 w Poznaniu) – polska aktorka filmowa i teatralna, wokalistka.

## Życiorys
Debiutowała na III roku na deskach teatru telewizji w spektaklu Waldemara Krzystka Transfer jako Sandra. Na IV roku debiutowała w Teatrze Rampa w Warszawie jako Seneka w spektaklu Siódme – mniej kradnij.
W 2003 ukończyła wrocławską PWST.

## Filmografia
| Rok       | Tytuł                     | Rola                 | Uwagi         |
| --------- | ------------------------- | -------------------- | ------------- |
| 2002–2003 | Gorący temat              |                      |               |
| 2005–2008 | Egzamin z życia           | Dominika Reczek      |               |
| 2007      | Szaleńcy                  | trenerka warcabistów |               |
| 2010      | Klub szalonych dziewic    | Daria Braniecka      |               |
| 2011      | Wiadomości z drugiej ręki | Dorota Lenarcińska   |               |
| 2012–2013 | Prawo Agaty               | koleżanka Doroty     | odc. 21, 33   |
| 2012      | Komisarz Alex             | Beata Sobieraj       | odc. 16       |
| 2012–2015 | M jak miłość              | Teresa Drawicz       |               |
| 2013      | Pierwsza miłość           | Marzena Zuber        |               |
| 2013      | Na dobre i na złe         | Marta Grzywacz       | odc. 501, 530 |
| 2014      | Na krawędzi 2             | żona Rokosza         | odc. 12       |
| 2017      | Druga szansa              | ekolożka Gaja        | odc. 40       |
| 2018      | Oko za oko                | mecenas Anna Wysocka |               |
| 2018      | Blondynka                 | Grażyna Szaberek     |               |

## Doświadczenie aktorskie
- Mistrz i Małgorzata jako Małgorzata – reż. Michał Konarski
- Wielka woda jako młoda Agnieszka Osiecka – reż. Jan Szurmiej
- Transfer jako Sandra – reż. Waldemar Krzystek
- Sztukmistrz z Lublina jako Magda – reż. Jan Szurmiej
- Kandyd jako Kunegunda – reż. Maciej Wojtyszko
- Zabić Bonda jako Pretty – reż. Łukasz Kos
- Złota kaczka jako Katarzyna – reż. Jan Szurmiej
- Damy i huzary jako Zofija – reż. Maciej Wojtyszko
- Brat naszego Boga jako Helena Modrzejewska – reż. Paweł Aigner
- Jeździec Burzy jako Pamela Courson – reż. Arkadiusz Jakubik